# Список прем'єр-міністрів Великої Британії

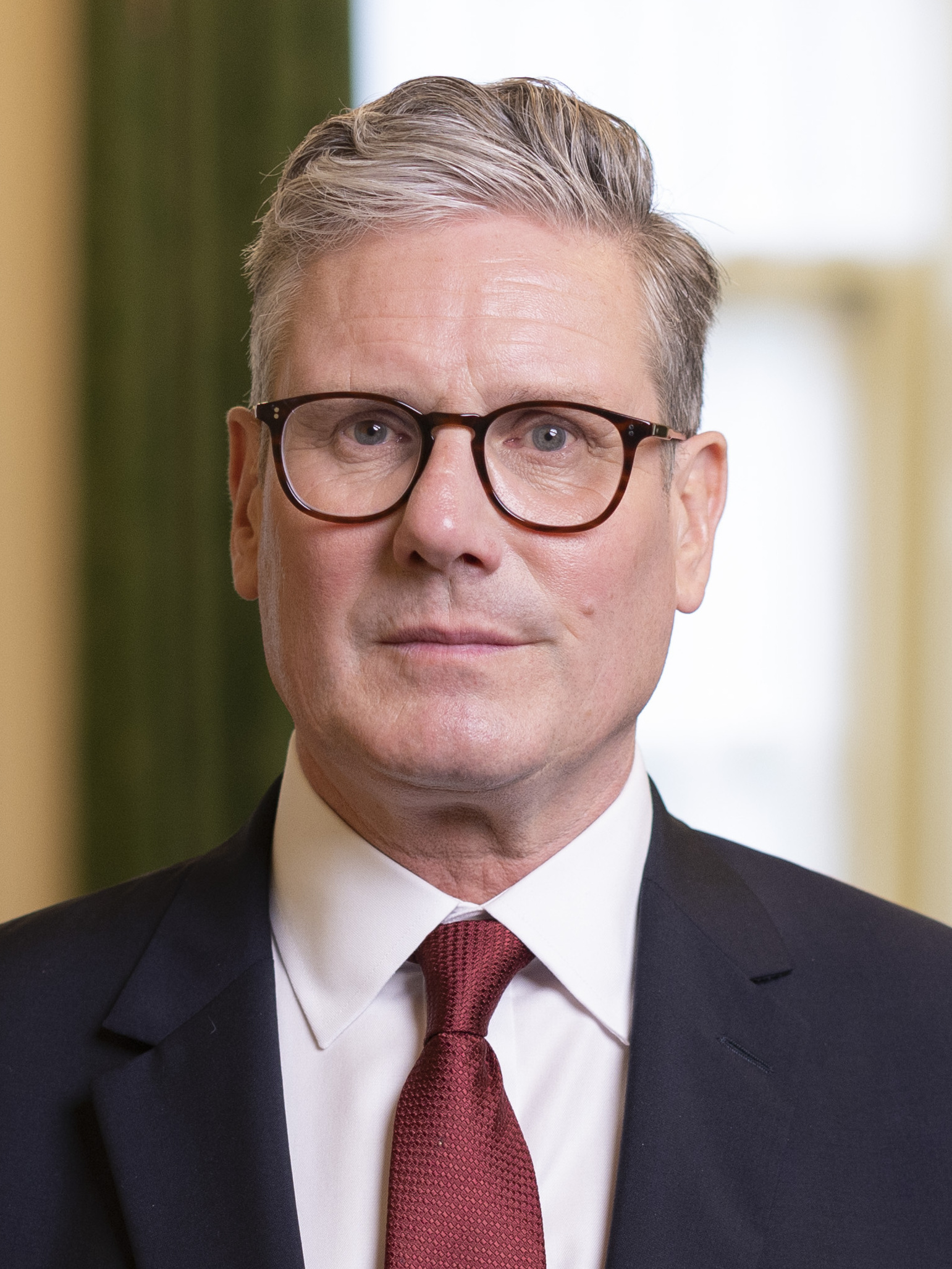
Кір Стармер, 80-й Прем'єр-міністр Великої Британії

Прем'єр-міністр Великої Британії є головою уряду, котрий виконує багато виконавчих функцій, що номінально належать Суверену — голові держави. Відповідно до звичаю, Прем'єр-міністр та кабінет, котрий він очолює, відповідають за свої дії перед парламентом, членами якого вони є.
З появою в XVIII столітті уряду, що складався з кабінету міністрів, його главу стали називати «Прем'єр-міністром» (іноді також «Прем'єром» або «Першим міністром»); до теперішнього часу Прем'єр-міністр завжди займає одне з міністерських місць (зазвичай посаду Першого лорда казначейства). Першим Прем'єр-міністром, зазвичай, вважається Роберт Волпол, 1-й граф Орфорд, котрий очолював уряд з 1721 до 1742.
З 5 липня 2024 року, Кір Стармер займає посаду прем'єр-міністра із Лейбористської партії Великої Британії, який змінив на цій посаді голову Консервативної партії Ріші Сунак.

## Список прем'єр-міністрів з 1721 року

### XVIII століття
| Зображення | Зображення            | Прем'єр-міністр                                                                                             | Термін повноважень   | Події | Інші посади                                                             | Монарх              | Прим. |
| ---------- | --------------------- | --- | -------------------- | --- | ----------------------------------------------------------------------- | ------------------- | ----- |
| 1          |                       | Високоповажний Сер Роберт Волпол KG KB (Sir Robert Walpole) (1676—1745)                                     | 1721—1730 1730—1742  | Перший прем'єр-міністр у сучасному розумінні цієї посади, очолював уряд довше, ніж будь-хто в історії. Компанія Південних морів пережила бум (1720). Війна за вухо Дженкінса. | – Перший лорд казначейства – Канцлер казначейства – Лідер палати громад | Георг I (1714—1727) | [ 2 ] |
| 1          | Георг II (1727—1760)  | Високоповажний Сер Роберт Волпол KG KB (Sir Robert Walpole) (1676—1745)                                     | 1721—1730 1730—1742  | Перший прем'єр-міністр у сучасному розумінні цієї посади, очолював уряд довше, ніж будь-хто в історії. Компанія Південних морів пережила бум (1720). Війна за вухо Дженкінса. | – Перший лорд казначейства – Канцлер казначейства – Лідер палати громад |                     |       |
| 2          |                       | Високоповажний Спенсер Комптон, граф Вілмінгтон KG KB PC (Spencer Compton) (1673 або 1674—1743)             | 1742—1743†           | †Помер на посаді. | – Перший лорд казначейства                                              | [ 3 ]               |       |
| 3          |                       | Високоповажний Генрі Пелем FRS (Henry Pelham) (1694 або 1696—1754)                                          | 1743—1746 1746—1754† | Війна за австрійську спадщину, засновано Королівський військово-морський флот Великої Британії. Введено григоріанський календар. †Помер на посаді.                            | – Перший лорд казначейства – Канцлер казначейства – Лідер палати громад | [ 4 ]               |       |
| 4          |                       | Високоповажний Томас Пелем-Голлс, 1-й герцог Ньюкасл KG PC FRS (Thomas Pelham-Holles) (1693—1768)           | 1754—1756            | Франко-індіанська війна, Семирічна війна. | – Перший лорд казначейства – Лідер палати лордів                        | [ 5 ]               |       |
| 5          |                       | Високоповажний Вільям Кавендіш, 4-й герцог Девонширський KG PC (William Cavendish) (1720—1764)              | 1756—1757            | Великий вплив на уряд здобув Вільям Пітт (старший). | – Перший лорд казначейства – Лідер палати лордів                        | [ 6 ]               |       |
| 6          |                       | Високоповажний Томас Пелем-Голлс, 1-й герцог Ньюкасл KG PC FRS (Thomas Pelham-Holles) (1693—1768)           | 1757—1762            | Семирічна війна. Захоплені Сенегал, Гамбія, Луїсбур, Квебек. Захищено Ченнаї (Лагос та Кіберон — головні місця битв з французами).                                            | – Перший лорд казначейства – Лідер палати лордів                        | [ 5 ]               |       |
| 6          | Георг III (1760—1820) | Високоповажний Томас Пелем-Голлс, 1-й герцог Ньюкасл KG PC FRS (Thomas Pelham-Holles) (1693—1768)           | 1757—1762            | Семирічна війна. Захоплені Сенегал, Гамбія, Луїсбур, Квебек. Захищено Ченнаї (Лагос та Кіберон — головні місця битв з французами).                                            | – Перший лорд казначейства – Лідер палати лордів                        |                     |       |
| 7          |                       | Високоповажний Джон Стюарт, 3-й граф Б'ют KG PC (John Stuart) (1713—1792)                                   | 1762—1763            | Перший шотландський прем'єр. Паризька мирна угода (1763) (критика та відставка).                                                                                              | – Перший лорд казначейства – Лідер палати лордів                        | [ 7 ]               |       |
| 8          |                       | Високоповажний Джордж Ґренвілл PC (George Grenville) (1712—1770)                                            | 1763—1765            | Акт про гербовий збір. | – Перший лорд казначейства – Канцлер казначейства – Лідер палати громад | [ 8 ]               |       |
| 9          |                       | Високоповажний Чарльз Вотсон-Вентворт, 2-й маркіз Рокінгем KG PC FRS (Charles Watson-Wentworth) (1730—1782) | 1765—1766            | Акт про гербовий збір скасовано. | – Перший лорд казначейства – Лідер палати лордів                        | [ 9 ]               |       |
| 10         |                       | Високоповажний Вільям Пітт «старший», 1-й граф Четем PC FRS (William Pitt) (1708—1778)                      | 1766—1768            | Мав подагру. | – Лорд-хранитель Малої печатки                                          | [ 10 ]              |       |
| 11         |                       | Його світлість Огастас Фіцрой, 3-й герцог Графтон KG PC FRS (Augustus Fitzroy) (1735—1811)                  | 1768—1770            | Намагання налагодити відносини з колоніями Америки. | – Перший лорд казначейства – Лідер палати лордів                        | [ 11 ]              |       |
| 12         |                       | Високоповажний Фредерік Норт, Лорд Норт KG PC (Frederick North) (1732—1792)                                 | 1770—1782            | Американська революція. Бунт лорда Гордона. Отримав вотум недовіри. | – Перший лорд казначейства – Канцлер казначейства – Лідер палати громад | [ 12 ]              |       |
| 13         |                       | Високоповажний Чарльз Вотсон-Вентворт, 2-й маркіз Рокінгем KG PC (Charles Watson-Wentworth) (1730—1782)     | 1782†                | Американська революція. †Помер на посаді. | – Перший лорд казначейства – Лідер палати лордів                        | [ 9 ]               |       |
| 14         |                       | Високоповажний Вільям Петті, 2-й граф Шелберн KG PC (William Petty) (1737—1805)                             | 1782—1783            | Перший та один з двох ірландців на посаді. Мир зі США, Францією та Іспанією.                                                                                                  | – Перший лорд казначейства – Лідер палати лордів                        | [ 13 ]              |       |
| 15         |                       | Високоповажний Вільям Кавендіш-Бентінк, 3-й герцог Портлендський PC FRS(William Bentinck) (1738—1809)       | 1783                 | Реформу Британської Ост-Індської компанії блокує король. | – Перший лорд казначейства – Лідер палати лорд                          | [ 14 ]              |       |
| 16         |                       | Високоповажний Вільям Пітт «молодший» (William Pitt The Younger) (1759—1806)                                | 1783—1801            | Наймолодший прем'єр. Намагання ліквідувати представництво у парламенті гнилих містечок та опозиція рабству. Перший перепис населення.                                         | – Перший лорд казначейства – Канцлер казначейства – Лідер палати громад | [ 15 ]              |       |

### XIX століття
| Зображення | Зображення               | Прем'єр-міністр | Термін повноважень | Події | Інші посади | Монарх                | Прим.  |
| ---------- | ------------------------ | --- | ------------------ | --- | --- | --------------------- | ------ |
| 17         |                          | Високоповажний Генрі Аддінгтон (Henry Addington) (1757—1844)                                                         | 1801—1804          | Ам'єнський мир. | – Перший лорд казначейства – Канцлер казначейства – Лідер палати громад | Георг III (1760—1820) | [ 16 ] |
| 18         |                          | Високоповажний Вільям Пітт «молодший» (William Pitt The Younger) (1759—1806)                                         | 1804—1806†         | Війна третьої коаліції, Битва під Аустерліцом, Трафальгарська битва, †помер на посаді. | – Перший лорд казначейства – Канцлер казначейства – Лідер палати громад | Георг III (1760—1820) | [ 15 ] |
| 19         |                          | Високоповажний Вільям Ґренвілл, 1-й барон Ґренвілл PC FRS (William Grenville) (1759—1834)                            | 1806—1807          | Скасування рабства. | – Перший лорд казначейства – Лідер палати лордів | Георг III (1760—1820) | [ 17 ] |
| 20         |                          | Високоповажний Вільям Кавендіш-Бентінк, 3-й герцог Портлендський KG PC FRS (William Bentinck) (1738—1809)            | 1807—1809          | Віг у кабінеті Торі, старий та хворий. | – Перший лорд казначейства | Георг III (1760—1820) | [ 14 ] |
| 21         |                          | Високоповажний Спенсер Персіваль KC (Spencer Perceval) (1762—1812)                                                   | 1809—1812†         | Родич графа Вілмінгтона. Іспансько-французька війна, Наполеонівські війни, †убитий Джоном Беллінгем з особистої помсти у будівлі парламенту. | – Перший лорд казначейства – Канцлер казначейства – Лідер палати громад – Канцлер герцогства Ланкастерського                                                                                 | Георг III (1760—1820) | [ 18 ] |
| 22         |                          | Високоповажний Роберт Бенкс Дженкінсон, 2-й граф Ліверпуль KG PC FRS (Robert Jenkinson) (1770—1828)                  | 1812—1827          | Наполеонівські війни закінчено, англо-американська війна (1812—1815), Віденський конгрес та рецесія, луддизм, Пітерлоо, золотий стандарт, зруйнована Імперія Маратха, закінчилася Епоха Регентства. Звільнився через геморагічний інсульт, помер того ж року. | – Перший лорд казначейства – Лідер палати лордів | Георг III (1760—1820) | [ 19 ] |
| 22         | Георг IV (1820—1830)     | Високоповажний Роберт Бенкс Дженкінсон, 2-й граф Ліверпуль KG PC FRS (Robert Jenkinson) (1770—1828)                  | 1812—1827          | Наполеонівські війни закінчено, англо-американська війна (1812—1815), Віденський конгрес та рецесія, луддизм, Пітерлоо, золотий стандарт, зруйнована Імперія Маратха, закінчилася Епоха Регентства. Звільнився через геморагічний інсульт, помер того ж року. | – Перший лорд казначейства – Лідер палати лордів |                       |        |
| 23         |                          | Високоповажний Джордж Каннінг FRS (George Canning) (1770—1827)                                                       | 1827†              | †Помер на посаді. | – Перший лорд казначейства – Канцлер казначейства – Лідер палати громад | [ 20 ]                |        |
| 24         |                          | Високоповажний Фредерік Джон Робінсон, 1-й віконт Годрік PC (Frederick Robinson) (1782—1828)                         | 1827—1828          | Звільнився через низьку підтримку. | – Перший лорд казначейства – Лідер палати лордів | [ 21 ]                |        |
| 25         |                          | Фельдмаршал Його світлість Артур Веллслі, 1-й герцог Ве́ллінгтон KG GCB GCH PC (Arthur Wellesley) (1769—1852)         | 1828—1830          | Білль про емансипацію католиків. Другий ірландець на посаді. | – Перший лорд казначейства – Лідер палати лордів | [ 22 ]                |        |
| 25         | Вільгельм IV (1830—1837) | Фельдмаршал Його світлість Артур Веллслі, 1-й герцог Ве́ллінгтон KG GCB GCH PC (Arthur Wellesley) (1769—1852)         | 1828—1830          | Білль про емансипацію католиків. Другий ірландець на посаді. | – Перший лорд казначейства – Лідер палати лордів |                       |        |
| 26         |                          | Високоповажний Чарльз Ґрей, 2-й граф Ґрей KG PC (Charles Grey) (1764—1845)                                           | 1830—1834          | Виборча реформа (1832) та скасування рабства в усій Імперії. | – Перший лорд казначейства – Лідер палати лордів | [ 23 ]                |        |
| 27         |                          | Високоповажний Вільям Лем, 2-й віконт Мельбурн PC (William Lamb) (1779—1848)                                         | 1834               | Останній звільнений королем міністр (майже одразу після призначення). Підпал парламенту, що спричинив перебудову палацу. | – Перший лорд казначейства – Лідер палати лордів | [ 24 ]                |        |
| 28         |                          | Фельдмаршал Його світлість Артур Веллслі, 1-й герцог Ве́ллінгтон KG GCB GCH PC (Arthur Wellesley) (1769—1852)         | 1834               | Опікувався кабінетом до призначення сера Роберта, поки того повертали до Лондона. | – Перший лорд казначейства – Лідер палати лордів – Державний Секретар із закордонних справ – Державний Секретар із внутрішніх справ – Державний Секретар із військових та колоніальних справ | [ 22 ]                |        |
| 29         |                          | Високоповажний Сер Роберт Піль, Баронет FRS (Robert Peel) (1788—1850)                                                | 1834—1835          | Не сформував уряд. | – Перший лорд казначейства – Канцлер казначейства – Лідер палати громад | [ 25 ]                |        |
| 30         |                          | Високоповажний Вільям Лем, 2-й віконт Мельбурн PC FRS (William Lamb) (1779—1848)                                     | 1835—1841          | Переобрався. | – Перший лорд казначейства – Лідер палати лордів | [ 24 ]                |        |
| 30         | Вікторія (1837—1901)     | Високоповажний Вільям Лем, 2-й віконт Мельбурн PC FRS (William Lamb) (1779—1848)                                     | 1835—1841          | Переобрався. | – Перший лорд казначейства – Лідер палати лордів |                       |        |
| 31         |                          | Високоповажний Сер Роберт Піль, Баронет FRS (Robert Peel) (1788—1850)                                                | 1841—1846          | Податок на доходи фізичних осіб, Хлібні закони, великий голод в Ірландії. | – Перший лорд казначейства – Лідер палати громад | [ 25 ]                |        |
| 32         |                          | Високоповажний Лорд Джон Рассел GCMG PC FRS (John Russell) (1792—1878)                                               | 1846—1852          | Всесвітня виставка (1851), чартизм. | – Перший лорд казначейства – Лідер палати громад | [ 26 ]                |        |
| 33         |                          | Високоповажний Едуард Сміт-Стенлі, 14-й граф Дербі PC (Edward Smith Stanley) (1799—1869)                             | 1852               | Батько Консервативної партії, не сформував бюджет. | – Перший лорд казначейства – Лідер палати лордів | [ 27 ]                |        |
| 34         |                          | Високоповажний Джордж Гамільтон-Гордон, 4-ий граф Абердин KG KT FRSE FRS PC FSA (George Hamilton Gordon) (1784—1860) | 1852—1855          | Кримська війна. | – Перший лорд казначейства – Лідер палати лордів | [ 28 ]                |        |
| 35         |                          | Високоповажний Генрі Джон Темпл, 3-й віконт Пальмерстон KG GCB PC FRS (Henry John Temple) (1784—1865)                | 1855—1858          | Пер Ірландії. Повстання сипаїв. | – Перший лорд казначейства – Лідер палати громад | [ 29 ]                |        |
| 36         |                          | Високоповажний Едуард Сміт-Стенлі, 14-й граф Дербі KG PC (Edward Smith Stanley) (1799—1869)                          | 1858—1859          | Британська Ост-Індська компанія повернута державі. Юдей віднині може стати прем'єром. | – Перший лорд казначейства – Лідер палати лордів | [ 27 ]                |        |
| 37         |                          | Високоповажний Генрі Джон Темпл, 3-й віконт Пальмерстон KG GCB PC FRS (Henry John Temple) (1784—1865)                | 1859—1865†         | Ліберальна партія (Велика Британія). †Помер на посаді (останній та найстаріший з тих, хто це робив). | – Перший лорд казначейства – Лідер палати громад | [ 29 ]                |        |
| 38         |                          | Високоповажний Джон Рассел, 1-й граф Расселл (John Russell) KG GCMG PC FRS (1792—1878)                               | 1865—1866          | Повернувся через смерть графа Расселла, його проєкт реформ не був прийнятий кабінетом. | – Перший лорд казначейства – Лідер палати лордів | [ 26 ]                |        |
| 39         |                          | Високоповажний Едуард Сміт-Стенлі, 14-й граф Дербі KG PC (Edward Smith Stanley) (1799—1869)                          | 1866—1869          | Друга парламентська реформа (Велика Британія), Домініон Канада. | – Перший лорд казначейства – Лідер палати лордів | [ 27 ]                |        |
| 40         |                          | Високоповажний Бенджамін Дізраелі (Benjamin Disraeli) (1804—1881)                                                    | 1868               | Етнічний юдей, розпустив парламент. | – Перший лорд казначейства – Лідер палати громад | [ 30 ]                |        |
| 41         |                          | Високоповажний Вільям Гладстон FSS (William Gladstone) (1809—1898)                                                   | 1868—1874          | Реформа Армії. Французько-прусська війна, голод у Біхарі. | – Перший лорд казначейства – Перший лорд казначейства (1873–74) – Лідер палати громад | [ 31 ]                |        |
| 42         |                          | Високоповажний Бенджамін Дізраелі, 1-й граф Біконсфілд KG PC FRS (Benjamin Disraeli) (1804—1881)                     | 1874—1880          | Союз трьох імператорів, друга англо-афганська війна, Берлінський конгрес, повернення королеви до публічного життя. | – Перший лорд казначейства – Лідер палати громад (1874–76) – Лідер палати лордів (1876–80) – Лорд-хранитель Малої печатки (1876–78)                                                          | [ 30 ]                |        |
| 43         |                          | Високоповажний Вільям Гладстон FRS FSS (William Gladstone) (1809—1898)                                               | 1880—1885          | Перша англо-бурська війна. | – Перший лорд казначейства – Канцлер казначейства (1880–82) – Лідер палати громад | [ 31 ]                |        |
| 44         |                          | Високоповажний Роберт Гаскойн-Сесіл, 3-й маркіз Солсбері KG GCVO PC FRS (Robert Gascoyne-Cecil) (1830—1903)          | 1885—1886          | Уряд меншості. | – Державний Секретар із закордонних справ – Лідер палати лордів | [ 32 ]                |        |
| 45         |                          | Високоповажний Вільям Гладстон FSS FRS (William Gladstone) (1809—1898)                                               | 1886               | Проєкт самоуправління Ірландії, розкол партії. | – Перший лорд казначейства – Лорд-хранитель Малої печатки – Лідер палати громад | [ 31 ]                |        |
| 46         |                          | Високоповажний Роберт Гаскойн-Сесіл, 3-й маркіз Солсбері KG GCVO PC FRS (Robert Gascoyne-Cecil) (1830—1903)          | 1886—1892          | Колоніальний розподіл Африки, заснована Родезія. | – Перший лорд казначейства (1886–87) – Державний Секретар із закордонних справ (1887–92) – Лідер палати лордів                                                                               | [ 32 ]                |        |
| 47         |                          | Високоповажний Вільям Гладстон (William Gladstone) FSS FRS (1809—1898)                                               | 1892—1894          | Уряд меншості. | – Перший лорд казначейства – Лорд-хранитель Малої печатки – Лідер палати громад | [ 31 ]                |        |
| 48         |                          | Високоповажний Арчібальд Прімроуз, 5-й граф Розбері KG PC FRS (Archibald Primrose) (1847—1929)                       | 1894—1895          | Імперіаліст, подав у відставку через контроверсії щодо розширення Флоту. | – Перший лорд казначейства – Лорд-голова Ради – Лідер палати лордів | [ 33 ]                |        |
| 49         |                          | Високоповажний Роберт Гаскойн-Сесіл, 3-й маркіз Солсбері KG GCVO PC FRS (Robert Gascoyne-Cecil) (1830—1903)          | 1895—1902          | Фашодський інцидент, англо-японський союз, друга англо-бурська війна, англо-занзібарська війна. | – Лідер палати лордів (1886–87) – Державний Секретар із закордонних справ (1895—1900) – Лорд-хранитель Малої печатки (1900–02)                                                               | [ 32 ]                |        |
| 49         | Едуард VII (1901—1910)   | Високоповажний Роберт Гаскойн-Сесіл, 3-й маркіз Солсбері KG GCVO PC FRS (Robert Gascoyne-Cecil) (1830—1903)          | 1895—1902          | Фашодський інцидент, англо-японський союз, друга англо-бурська війна, англо-занзібарська війна. | – Лідер палати лордів (1886–87) – Державний Секретар із закордонних справ (1895—1900) – Лорд-хранитель Малої печатки (1900–02)                                                               |                       |        |

### XX століття
| Зображення | Зображення               | Прем'єр-міністр                                                                           | Термін повноважень   | Події | Інші посади                                                                             | Монарх                 | Прим.  |
| ---------- | ------------------------ | ----------------------------------------------------------------------------------------- | -------------------- | --- | --------------------------------------------------------------------------------------- | ---------------------- | ------ |
| 50         |                          | Високоповажний Артур Джеймс Балфур OM FRS DL (Arthur James Balfour) (1848—1930)           | 1902—1905            | Племінник маркіза Солсбері. Англо-французька угода (1904) та Гулльський інцидент. | – Перший лорд казначейства – Лідер палати громад                                        | Едуард VII (1901—1910) | [ 34 ] |
| 51         |                          | Високоповажний Сер Генрі Кемпбелл-Баннерман GCB (Henry Campbell-Bannerman) (1836—1908)    | 1905—1908            | Автономія Оранжевої Республіки та Англо-російська угода (1907), помер за 9 днів після відставки. | – Перший лорд казначейства – Лідер палати громад                                        | Едуард VII (1901—1910) | [ 35 ] |
| 52         |                          | Високоповажний Герберт Генрі Асквіт KC FRS (Herbert Henry Asquith) (1852—1926)            | 1908—1915 1915—1916  | Суфражизм та Перша світова війна. | – Перший лорд казначейства – Лідер палати громад – Державний військовий секретар (1914) | Едуард VII (1901—1910) | [ 36 ] |
| 52         | Георг V (1910—1936)      | Високоповажний Герберт Генрі Асквіт KC FRS (Herbert Henry Asquith) (1852—1926)            | 1908—1915 1915—1916  | Суфражизм та Перша світова війна. | – Перший лорд казначейства – Лідер палати громад – Державний військовий секретар (1914) |                        |        |
| 53         |                          | Високоповажний Девід Ллойд Джордж OM (David Lloyd George) (1863—1945)                     | 1916—1922            | Єдиний прем'єр, чия рідна мова — уельська. Іноземна військова інтервенція в Росії, Паризька мирна конференція 1919—1920, заснована Ірландська Вільна держава, Англо-ірландський договір, BBC.                                                                      | – Перший лорд казначейства                                                              | [ 37 ]                 |        |
| 54         |                          | Високоповажний Ендрю Бонар Лоу (Andrew Bonar Law) (1858—1923)                             | 1922—1923            | Канадець та єдиний прем'єр, народжений не на Британських островах. Працював лише 211 днів. Де-факто останній прем'єр Сполученого Королівства Великої Британії та Ірландії, помер за 6 місяців після відставки.                                                     | – Перший лорд казначейства – Лідер палати громад                                        | [ 38 ]                 |        |
| 55         |                          | Високоповажний Стенлі Болдвін (Stanley Baldwin) (1867—1947)                               | 1923—1924            | Канцлер казначейства останній раз став прем'єром. | – Перший лорд казначейства – Лідер палати громад – Канцлер казначейства (1932)          | [ 39 ]                 |        |
| 56         |                          | Високоповажний Джеймс Рамсей Макдональд (James Ramsay MacDonald) (1866—1937)              | 1924                 | Лист Зинов'єва. | – Перший лорд казначейства – Лідер палати громад – Міністр закордонних справ            | [ 40 ]                 |        |
| 57         |                          | Високоповажний Стенлі Болдвін FRS (Stanley Baldwin) (1867—1947)                           | 1924—1929            | Локарнський договір. Пакт Бріана — Келлоґа. Страйки у 1926. Сполучене Королівство Великої Британії та Ірландії припиняє існування. | – Перший лорд казначейства – Лідер палати громад                                        | [ 39 ]                 |        |
| 58         |                          | Високоповажний Джеймс Рамсей Макдональд FRS (James Ramsay MacDonald) (1866—1937)          | 1929—1931 1931—1935  | Біржовий крах 1929. | – Перший лорд казначейства – Лідер палати громад                                        | [ 40 ]                 |        |
| 59         |                          | Високоповажний Стенлі Болдвін FRS (Stanley Baldwin) (1867—1947)                           | 1935—1937            | Едуард VIII зрікається престолу, криза монархії. Єдиний прем'єр за трьох королів. Гітлер порушує Версальський договір (1919). | – Перший лорд казначейства – Лідер палати громад                                        | [ 39 ]                 |        |
| 59         | Едуард VIII (1936)       | Високоповажний Стенлі Болдвін FRS (Stanley Baldwin) (1867—1947)                           | 1935—1937            | Едуард VIII зрікається престолу, криза монархії. Єдиний прем'єр за трьох королів. Гітлер порушує Версальський договір (1919). | – Перший лорд казначейства – Лідер палати громад                                        |                        |        |
| 59         | Георг VI (1936—1952)     | Високоповажний Стенлі Болдвін FRS (Stanley Baldwin) (1867—1947)                           | 1935—1937            | Едуард VIII зрікається престолу, криза монархії. Єдиний прем'єр за трьох королів. Гітлер порушує Версальський договір (1919). | – Перший лорд казначейства – Лідер палати громад                                        |                        |        |
| 60         |                          | Високоповажний Невілл Чемберлен FRS (Neville Chamberlain) (1869—1940)                     | 1937-—1939 1939—1940 | Мюнхенська угода та Польська кампанія 1939. Почалася Друга світова війна. Помирає за 5 місяців після відставки. | – Перший лорд казначейства – Лідер палати громад                                        | [ 41 ]                 |        |
| 61         |                          | Високоповажний Вінстон Черчилль CH TD DL FRS RA (Winston Churchill) (1874—1965)           | 1940—1945 1945—1945  | День Перемоги в Європі. | – Перший лорд казначейства – Лідер палати громад (1940–42) – Міністр оборони            | [ 42 ]                 |        |
| 62         |                          | Високоповажний Клемент Еттлі OM CH FRS (Clement Attlee) (1883—1967)                       | 1945—1951            | Акт про капітуляцію Японії, Потсдамська конференція, рух за незалежність Індії, Британський мандат у Палестині, НАТО, Холодна війна, Берлінський повітряний міст, Корейська війна.                                                                                 | – Перший лорд казначейства – Міністр оборони (1945–46)                                  | [ 43 ]                 |        |
| 63         |                          | Високоповажний Сер Вінстон Черчилль KG OM CH TD DL FRS RA (Winston Churchill) (1874—1965) | 1951—1955            | Останній військовий прем'єр. Хунта Ірану (1953), Корейська війна, бунтує Британська Кенія. Коронація Єлизавети II. | – Перший лорд казначейства – Міністр оборони (1945–46)                                  | [ 42 ]                 |        |
| 63         | Єлизавета II (1952—2022) | Високоповажний Сер Вінстон Черчилль KG OM CH TD DL FRS RA (Winston Churchill) (1874—1965) | 1951—1955            | Останній військовий прем'єр. Хунта Ірану (1953), Корейська війна, бунтує Британська Кенія. Коронація Єлизавети II. | – Перший лорд казначейства – Міністр оборони (1945–46)                                  |                        |        |
| 64         |                          | Високоповажний Сер Ентоні Іден KG MC (Anthony Eden) (1897—1977)                           | 1955—1957            | Єгипет націоналізує Суецький канал, Суецька криза. Йде у відставку за станом здоров'я. | – Перший лорд казначейства                                                              | [ 44 ]                 |        |
| 65         |                          | Високоповажний Гарольд Макміллан FRS (Harold Macmillan) (1894—1986)                       | 1957—1963            | Європейська економічна спільнота не приймає заявку королівства (вето де Голля), Карибська криза. | – Перший лорд казначейства                                                              | [ 45 ]                 |        |
| 66         |                          | Високоповажний Сер Александр Дуглас-Г'юм KT (Alec Douglas-Home) (1903—1995)               | 1963—1964            | Граф Г'юм. Північна Родезія та Ньясаленд здобувають незалежність. | – Перший лорд казначейства                                                              | [ 46 ]                 |        |
| 67         |                          | Високоповажний Гарольд Вільсон OBE FRS (Harold Wilson) (1916—1995)                        | 1964—1970            | Смертна кара та покарання за гомосексуальність скасовано. Родезія отримує незалежність. Відкритий університет, девальвація фунта. | – Перший лорд казначейства – Міністр державної служби                                   | [ 47 ]                 |        |
| 68         |                          | Високоповажний Едвард Гіт MBE (Edward Heath) (1916—2005)                                  | 1970—1974            | Європейська економічна спільнота. | – Перший лорд казначейства – Міністр державної служби (1968–70)                         | [ 48 ]                 |        |
| 69         |                          | Високоповажний Гарольд Вільсон OBE FRS (Harold Wilson) (1916—1995)                        | 1974—1976            | Нафтогазоносна область Північного моря. Тріскова війна. | – Перший лорд казначейства – Міністр державної служби                                   | [ 47 ]                 |        |
| 70         |                          | Високоповажний Джеймс Каллаган (James Callaghan) (1912—2005)                              | 1976—1979            | Міжнародний валютний фонд надав кредит на підтримку фунта. | – Перший лорд казначейства – Міністр державної служби                                   | [ 49 ]                 |        |
| 71         |                          | Високоповажна Маргарет Тетчер FRS (Margaret Thatcher) (1925—2013)                         | 1979—1990            | Перша жінка-прем'єр. Голодування в Ірландії, Фолклендська війна, страйк британських шахтарів (1984—1985), вибухи у Брайтоні, Англо-Ірландська угода, теракт над Локербі. Закінчилася Холодна війна. Війна в Перській затоці.                                       | – Перший лорд казначейства – Міністр державної служби                                   | [ 50 ]                 |        |
| 72         |                          | Високоповажний Джон Мейджор (John Major) (нар. 1943)                                      | 1990—1997            | Війна в Перській затоці, Маастрихтський договір, ERM. | – Перший лорд казначейства – Міністр державної служби                                   | [ 51 ]                 |        |
| 73         |                          | Високоповажний Тоні Блер (Tony Blair) (нар. 1953)                                         | 1997—2007            | Передача Гонконгу КНР, померла Діана, принцеса Уельська, незалежний Банк Англії, Белфастська угода, мінімальна заробітна плата, бомбардування Югославії силами НАТО, терористичний акт 11 вересня 2001 року у США, війна в Афганістані (2001—2014), Війна в Іраку. | – Перший лорд казначейства – Міністр державної служби                                   | [ 52 ]                 |        |

### XXI століття
| Зображення | Зображення          | Прем'єр-міністр                                              | Термін повноважень  | Події | Інші посади                                                                                      | Монарх                   | Прим.  |
| ---------- | ------------------- | ------------------------------------------------------------ | ------------------- | --- | ------------------------------------------------------------------------------------------------ | ------------------------ | ------ |
| 74         |                     | Високоповажний Ґордон Браун (Gordon Brown) (нар. 1951)       | 2007—2010           | Атаки на аеропорт Глазго (2007), націоналізація Northern Rock, Лісабонська угода, світова фінансова криза (2007—2008). | – Перший Лорд Скарбниці – Міністр з питань державної служби                                      | Єлизавета II (1952—2022) | [ 53 ] |
| 75         |                     | Високоповажний Девід Камерон (David Cameron) (нар. 1966)     | 2010—2015 2015—2016 | Міжнародна військова операція в Лівії, Референдум про зміну виборчої системи (2011), заворушення у Великій Британії (2011), XXX Літні Олімпійські ігри, легалізація одностатевих шлюбів, референдум про незалежність Шотландії 2014, вбивство Лі Рігбі, продаж Royal Mail, військова операція проти Ісламської держави, європейська міграційна криза, референдум щодо членства Великої Британії в ЄС, вихід Великої Британії з Європейського союзу. | – Перший Лорд Скарбниці – Міністр з питань державної служби                                      | Єлизавета II (1952—2022) | [ 54 ] |
| 76         |                     | Високоповажна Тереза Мей (Theresa May) (нар. 1956)           | 2016—2019           | 11 липня 2016 стала лідером Консервативної партії, а 13 липня перебрала обов'язки голови уряду. | – Перший Лорд Скарбниці – Міністр з питань державної служби – Голова-в-офісі Співдружності націй | Єлизавета II (1952—2022) | [ 55 ] |
| 77         |                     | Високоповажний Борис Джонсон (Boris Johnson) (нар. 1964)     | 2019—2022           | Після заяви Терези Мей про відставку, Джонсон виказав намір балотуватися в прем'єр-міністри. Після перемоги на внутрішньопартійних виборах, обійняв посаду 24 липня 2018 року. Російське вторгнення в Україну (2022) та участь у Антипутінській коаліції. 7 липня 2022 року заявив про відставку. | – Перший Лорд Скарбниці – Міністр з питань державної служби – Голова-в-офісі Співдружності націй | Єлизавета II (1952—2022) | [ 56 ] |
| 78         |                     | Високоповажна Ліз Трасс (Liz Truss) (нар. 1975)              | 2022                | Після заяви Бориса Джонсона про відставку, Трасс вказала намір балотуватися в прем'єр-міністри. Після перемоги на внутрішньопартійних виборах, обійняла посаду 6 вересня 2022 року. Російське вторгнення в Україну (2022) та участь у Антипутінській коаліції. Смерть та церемонія поховання Єлизавети II. 20 жовтня 2022 року заявила про відставку. .                                                                                             | – Перший Лорд Скарбниці – Міністр з питань державної служби                                      | Єлизавета II (1952—2022) |        |
| 78         | Чарльз III (з 2022) | Високоповажна Ліз Трасс (Liz Truss) (нар. 1975)              | 2022                | Після заяви Бориса Джонсона про відставку, Трасс вказала намір балотуватися в прем'єр-міністри. Після перемоги на внутрішньопартійних виборах, обійняла посаду 6 вересня 2022 року. Російське вторгнення в Україну (2022) та участь у Антипутінській коаліції. Смерть та церемонія поховання Єлизавети II. 20 жовтня 2022 року заявила про відставку. .                                                                                             | – Перший Лорд Скарбниці – Міністр з питань державної служби                                      |                          |        |
| 79         |                     | Високоповажний Ріші Сунак (Rishi Sunak) (нар. 1980)          | 2022—2024           | Після заяви Ліз Трасс про відставку, Ріші виказав намір балотуватися в прем'єр-міністри. Після перемоги на внутрішньопартійних виборах, обійняв посаду 25 жовтня 2022 року. Російське вторгнення в Україну (2022) та участь у Антипутінській коаліції. | – Перший Лорд Скарбниці – Міністр з питань державної служби                                      | [ 57 ]                   |        |
| 80         |                     | Високоповажний Кір Стармер (Keir Rodney Starmer) (нар. 1962) | з 2024              | Після перемоги Лейбористської партії на парламентських виборах, обійняв посаду 5 липня 2024 року. | – Перший Лорд Скарбниці – Міністр з питань державної служби                                      | [ 58 ]                   |        |